# Eugène Kalt
Eugène Jean Baptiste Kalt (ur. 24 lutego 1861 w Landser, zm. w 1941 w Paryżu) – francuski okulista, który rozwinął pierwsze znane zastosowanie soczewek kontaktowych w leczeniu stożka rogówki.